# Championnat du Turkménistan de football
Le championnat du Turkménistan de football (Ýokary Liga) est une compétition de football réunissant les meilleurs clubs turkmènes, créée en 1992. La saison se déroule entre le mois d'avril et de novembre, car l'hiver est trop rude pour pouvoir jouer des matches de championnat à l'extérieur.

## Palmarès

### Sous l'URSS
- 1937/38 Lokomotiw Achgabat
- 1938    Dinamo Achgabat
- 1939-45   Championnat non disputé
- 1946    Dinamo Achgabat
- 1947    Spartak Achgabat
- 1948    Dinamo Achgabat
- 1949    Lokomotiw Achgabat
- 1950    Spartak Achgabat
- 1951    DOSA Achgabat
- 1952    DOSA Achgabat
- 1953    Dinamo Achgabat
- 1954    Equipes combinées de Mary Oblast
- 1955    Equipes combinées d'Achgabat
- 1956    Gyzyl Metallist d'Achgabat
- 1957    Equipes combinées de l'Oblast d'Achgabat
- 1958    Equipes combinées d'Achgabat
- 1959    Equipes combinées de Nebitdag
- 1960    Equipes combinées de Çärjew
- 1961    Energetik Nebitdag
- 1962    Energetik Nebitdag
- 1963    Gurluşykçy Mary
- 1964    Serhetçi Achgabat
- 1965    Serhetçi Achgabat
- 1966    Serhetçi Achgabat
- 1967    Serhetçi Achgabat
- 1968    Serhetçi Achgabat
- 1969    Serhetçi Achgabat
- 1970    Garagum Mary
- 1971    Maýak Çärjew
- 1972    Energogurluşykçy Mary
- 1973    Sementçi Büzmeýin
- 1974    Awtomobilist Achgabat
- 1975    Nebitçi Krasnowodsk
- 1976    Energetik Mary
- 1977    Şatlyk Mary
- 1978    Nebitçi Krasnowodsk
- 1979    Nebitçi Krasnowodsk
- 1980    Nebitçi Krasnowodsk
- 1981    Gurluşykçy Nebitdag
- 1982    Lokomotiw Achgabat
- 1983    Obahojalyktehnika Çärjew
- 1984    Nebitçi Krasnowodsk
- 1985    Lokomotiw Achgabat
- 1986    Nebitçi Krasnowodsk
- 1987    SKIF Achgabat
- 1988    Ahal Achgabat Raýon
- 1989    Medik Nebitdag
- 1990    Avtomobilist Achgabat
- 1991    Obahojalyktehnika Achgabat

### Depuis l'indépendance
- 1992 : Köpetdag Achgabat
- 1993 : Köpetdag Achgabat
- 1994 : Köpetdag Achgabat
- 1995 : Köpetdag Achgabat
- 1996 : Nisa Achgabat
- 1997/98 : Köpetdag Achgabat
- 1998-1999 : Nisa Achgabat
- 2000 : Köpetdag Achgabat
- 2001 : Nisa Achgabat
- 2002 : Şagadam Türkmenbaşy
- 2003 : Nisa Achgabat
- 2004 : Nebitchi Balkanabat
- 2005 : HTTU Achgabat
- 2006 : HTTU Achgabat
- 2007 : FK Achgabat
- 2008 : FK Achgabat
- 2009 : HTTU Achgabat
- 2010 : FC Balkan
- 2011 : FC Balkan
- 2012 : FC Balkan
- 2013 : HTTU Achgabat
- 2014 : FK Altyn Asyr
- 2015 : FK Altyn Asyr
- 2016 : FK Altyn Asyr
- 2017 : FK Altyn Asyr
- 2018 : FK Altyn Asyr
- 2019 : FK Altyn Asyr
- 2020 : FK Altyn Asyr
- 2021 : FK Altyn Asyr
- 2022 : FK Ahal Änew
- 2023 : FK Arkadag
- 2024 : FK Arkadag